# VHF omnidirectional range

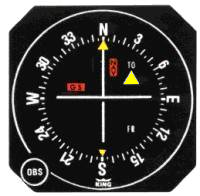
En VOR-indikator

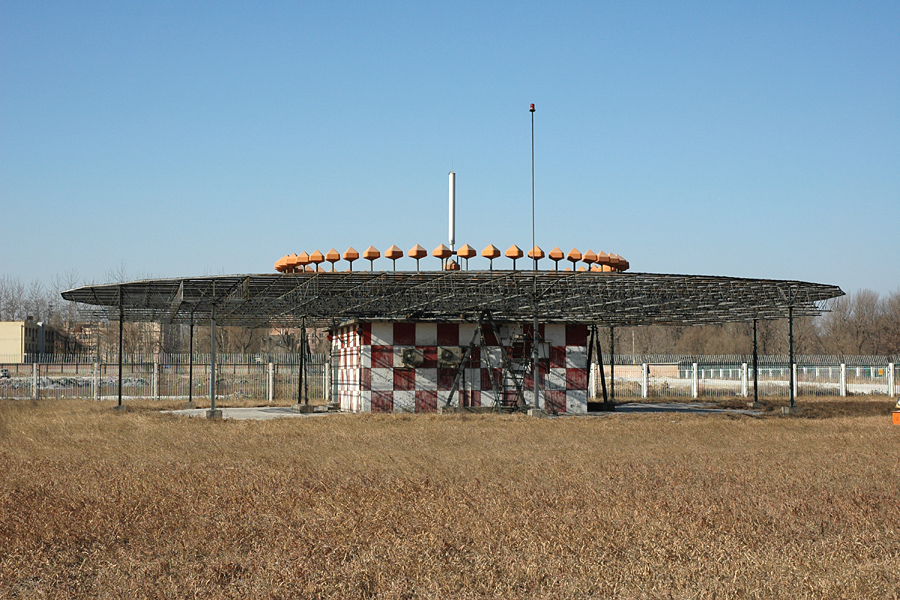
En VOR-sändare

VHF omnidirectional range (VOR) är ett radionavigeringssystem för flygtrafik. VOR arbetar på frekvenser mellan 108,000 och 117,975 MHz (VHF).
Systemet bygger på VOR-radiosändare med kända positioner på marken som tillsammans med en mottagare i luftfartyget gör att man kan bestämma på vilken radial man befinner sig relativt sändaren.
Radialen visar i vilken riktning från sändaren ett luftfartyg befinner sig på en 360-gradig skala. 360-gradersreferensen är magnetisk nord. Piloten kan välja om mottagaren skall visa riktningen från VOR:en till luftfartyget (från, FR) eller den motsatta riktningen (till, TO), det vill säga riktningen från luftfartyget till VOR-sändaren, en skillnad på 180 grader. VOR:en ger däremot ingen information om i vilken riktning luftfartyget flyger, det vill säga kursen.
Var 10:e sekund eller oftare sänder en VOR ut en morsesignal med tre bokstäver som identifierar fyren.
Avståndet till sändaren kan inte bestämmas med enbart VOR-mottagaren utan denna måste då kompletteras med DME/TACAN (Tactical air navigation system) eller en bäring till ytterligare en navigeringsfyr.
Ofta slutar VOR-frekvenser på ett jämnt tal. Exempelvis Dunker VOR sänder på 116,80 MHz, med morsesignalen DKR. På motsvarande sätt har instrumentlandningssystemet ILS ofta en frekvens som slutar på ett udda tal.

## VOR i Sverige
År 2024 finns runt 20-talet VOR-sändare kvar i Sverige och används som komplement och reserv till satellitbaserade navigationshjälpmedel.
I en rapport av Luftfartsverket utpekas 13 st VOR-sändare som viktiga för totalförsvaret och föreslås behållas, medan 9 st stationer föreslås läggas ned. Däremot har Luftfartsverket inte kunnat lösa finansiering för vidare drift av dessa stationer och föreslår istället en nedläggning av alla VOR-sändare under perioden 2024–2027, något som kritiseras av både Trafikverket och Försvarsmakten, för dess vikt för totalförsvaret och för att kunna säkerställa flygning i alla förhållanden, inklusive vid GPS-störningar.